# Esther Mathijs
Esther Mathijs is een personage uit de Vlaamse politieserie Zone Stad. Ze maakt haar debuut in het achtste seizoen van de serie. De rol wordt vertolkt door Kim Hertogs. 

## Seizoen 8
Meteen na de begrafenis van Fien Bosvoorde, de voormalige partner van Tom Segers, gaat Esther Mathijs aan de slag als haar opvolger. Ze blijkt een gesloten boek, maar dwingt wel meteen ieders respect af wanneer ze een jonge moeder ervan weerhoudt een terroristische aanslag te plegen.
Over het privéleven van Esther is weinig gekend. Ze groeide op in Antwerpen, maar ging voor de politie in Brussel werken. Uiteindelijk vroeg ze haar overplaatsing naar Antwerpen aan, om dichter bij haar moeder te kunnen zijn. Ze blijkt echter ook een dochtertje te hebben, maar dat moederschap valt nauwelijks te combineren met haar baan bij de politie.
De band tussen Tom en Esther wordt alsmaar beter. Wanneer een hoertje wordt vermoord, lijken er verschillende pistes te zijn. Esther is er echter van overtuigd dat Didier Franckx er iets mee te maken heeft. Ze heeft namelijk vroeger nog undercover als callgirl gewerkt, en leerde daar Didier kennen. Zij is ook diegene die ervoor gezorgd heeft dat hij achter slot en grendel verdween. Lucas is echter niet overtuigd, en laat Didier gaan wegens gebrek aan bewijzen. Maar Didier blijft Esther stalken. Tom vraagt zich af waarom hij haar blijft stalken, en Esther biecht op dat ze een relatie met hem had. Maar hij heeft snode plannen met Zoë, het dochtertje van Esther. Hij lokt haar mee en ontvoert haar. Esther en Tom komen hierachter, en gaan zo snel als ze kunnen naar het pand waar Didier verblijft. Als Esther in een poging om Zoë te redden aan hem opbiecht dat Zoë zijn bloedeigen dochter is, escaleert het tot een vuurgevecht. Wanneer Didier in een laatste poging Tom wil neerschieten, is het echter Tom die Didier kan neerschieten.
Wanneer Tom door comité P geschorst wordt, brieft Esther hem toch verschillende keren over het verloop van het onderzoek. Zo komt ze ook van Tom te weten over de spraakopname van Lucas. Als psychopate Veerle Goderis Tom neerslaat en naar de sporen brengt, gaat Esther samen met Lucas zo snel mogelijk ernaartoe. Als Dani hen vanuit de helikopter meldt dat ze Tom op de sporen ziet liggen, en er een trein razendsnel aankomt, rent ze samen met Lucas zo hard als ze kunnen om hem te redden. Maar de trein nadert vliegensvlug...